# Mcalpineite
La mcalpineite è un minerale.